# Benjamin Prentiss
Benjamin Mayberry Prentiss (Belleville, 23 novembre 1819 – Bethany, 8 febbraio 1901) è stato un militare, politico e generale statunitense.

## Primi anni di vita, i matrimoni e la famiglia
Benjamin M. Prentiss nasce a Belleville, Virginia. Egli era un discendente diretto di San Valentino Prentice, emigrato dall'Inghilterra nel 1631. La sua infanzia la trascorse in Virginia finché la sua famiglia migrò e si trasferì vicino a Hannibal, Missouri. Poi si trasferì a Quincy, Illinois, dove Prentiss alloggiò fino 1879. Si trasferì poi a Missouri.
Nei suoi primi anni di vita, Benjamin Prentiss era un cordaio e lavorò come banditore. Il 29 marzo 1838, si sposò con Margaret Ann Sodowsky; ebbero sette figli prima che ella morì nel 1860. Nel 1862, si sposò con Mary Worthington Whitney, che gli diede altri cinque figli.

## Guerra civile
Prentiss corse per le elezioni, senza successo, per il Congresso degli Stati Uniti nel 1860. All'inizio della guerra civile americana ha difeso le linee ferroviarie nel Missouri fino all'ordine di passare sotto al comando di una divisione di Ulysses S. Grant. La sua divisione fu la prima attaccata a Shiloh e soffrì molto durante le prime ore di quella battaglia. Prentiss riformò il suo comando e rinvigorì lo spirito nella Battaglia di Shiloh.
Venne catturato a Hornet's Nest insieme ad altri 2.200 soldati dell'Unione. Si arrese al tenente colonnello Francis Marion Walker della 19ª Fanteria Tennessee. Dopo la battaglia era considerato un eroe, dopo aver tenuto fuori la Confederate States Army abbastanza a lungo da permettere al generale Grant di organizzare un contrattacco e vincere la battaglia. Grant sminuì in seguito il suo ruolo nella vittoria, probabilmente a causa di antipatia reciproca tra i due generali.  Tuttavia, Grant disse nelle sue memorie "Il comando di BM Prentiss era più che una divisione, molti dei suoi membri furono uccisi, feriti o catturati, ma resero un servizio valoroso prima della loro dispersione finale e aveva contribuito per buona parte alla difesa di Shiloh".
Dopo essere stato rilasciato come parte di uno scambio di prigionieri, BG Prentiss è stato promosso a maggiore generale e fatto parte del consiglio della corte marziale che condannò Fitz John Porter. La sua voce dissenziente, nella votazione finale, danneggiò la sua influenza politica. BG Prentiss venne inviato nell'Arkansas e vinse la battaglia di Helena, il 4 luglio 1863. Nel 1864, si dimise per restare con la sua famiglia. Lo storico Ezra J. Warner ipotizzò che BG Prentiss sentiva che stava per essere escluso dopo aver dimostrato le sue capacità a Shiloh e Helena.

## Carriera post guerra civile
Dopo la guerra civile, Benj. Prentiss divenne avvocato. In seguito è stato nominato postmaster di Betania, Missouri, dal presidente Benjamin Harrison ed è stato nuovamente nominato dal presidente William McKinley. Era un leader nel Partito repubblicano del Missouri.
Morì a Bethany ed è sepolto nel Miriam Cemetery, Contea di Harrison, Missouri.